# 아신 위라투
아신 위라투(버마어: ဝီရသူ, 1968년 7월 10일 ~ )는 미얀마의 불교 승려이자, 테러리스트, 반이슬람주의 운동가이다.

## 생애
미얀마의 차우세에서 태어나 14세가 되던 해인, 1982년에 불교에 귀의하고 승려가 되었다. 2001년에는 미얀마 불교계 전체가 참가한 대대적인 반이슬람주의 테러인 969 운동을 주도하였고, 그 혐의로 2003년에 미얀마 경찰에 체포되어 징역 25년 형을 선고받았다. 그러나 2010년에 미얀마에서 많은 정치범들이 석방되는 와중에 아신 위라투 역시 함께 석방되었다. 석방된 이후에도 아신 위라투는 미얀마 내의 이슬람교도에 대한 혐오 발언을 멈추지 않고 있으며, 현재까지도 이슬람교도에 대한 테러를 종용하고 있는 것으로 알려졌다. 2013년 6월 20일에는 미국의 주간 잡지인 타임 지가 그를 표지모델로 하고 그를 "불교 테러리즘의 얼굴"이라고 비난하는 주를 달았는데, 그 다음날에 아신 위라투는 폭탄 테러의 표적이 되었으나 간신히 살아남았고, 해당 테러 사건을 이슬람교도의 소행이라며 반이슬람주의적인 발언을 하였다.